# Ada Louise Huxtable

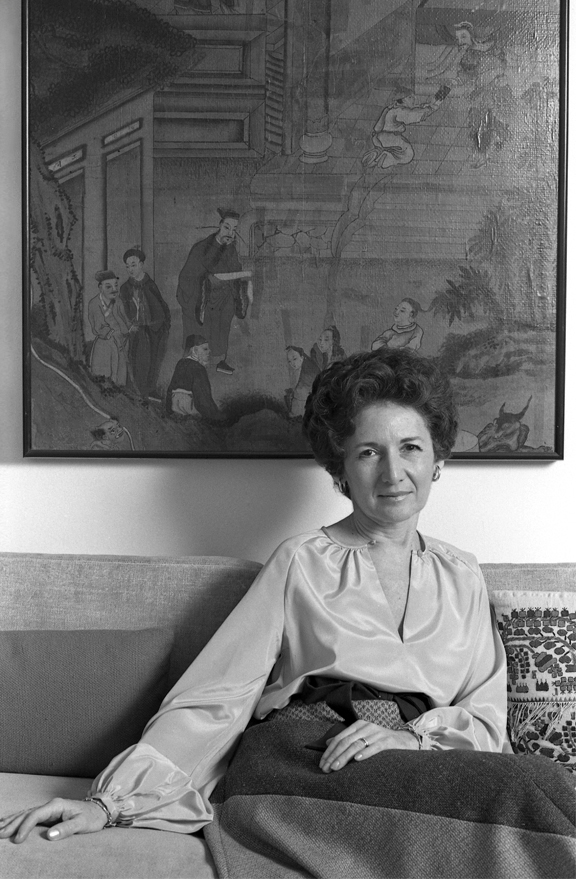
Ada Louise Huxtable 1976, fotografiert von Lynn Gilbert

Ada Louise (Landman) Huxtable, geborene Landman, (* 14. März 1921 in New York City; † 7. Januar 2013 ebenda) war eine US-amerikanische Architekturkritikerin und Autorin. Sie galt als eine der bedeutendsten und einflussreichsten Architekturkritiker in den USA.

## Werdegang
Sie war die Tochter des Arztes Michael Landman, der auch mit seinem Bruder Rabbi Isaac Landman Verfasser eines Theaterstücks (A Man of Honor) war. Huxtable studierte am Hunter College der City University of New York (CUNY) mit dem Bachelor-Abschluss (B. A.) 1941 (magna cum laude). Sie heiratete 1942 den Industriedesigner Leonard Garth Huxtable und studierte gleichzeitig bis 1950 weiter an der New York University und war 1946 bis 1950 unter Philip Johnson Assistenz-Kuratorin für Architektur und Design am Museum of Modern Art. Ab 1950 schrieb sie für Progressive Architecture and Art in America, 1963 engagierte sie die New York Times, wo eigens für sie eine Stelle für Architekturkritik eingerichtet wurde. Nach über drei Jahrzehnten bei der New York Times, wo sie ihren Ruf als zum Teil scharfe Kritikerin mit hohen ästhetischen und intellektuellen Standards festigte und im Herausgebergremium war, ging sie 1997 zum Wall Street Journal.

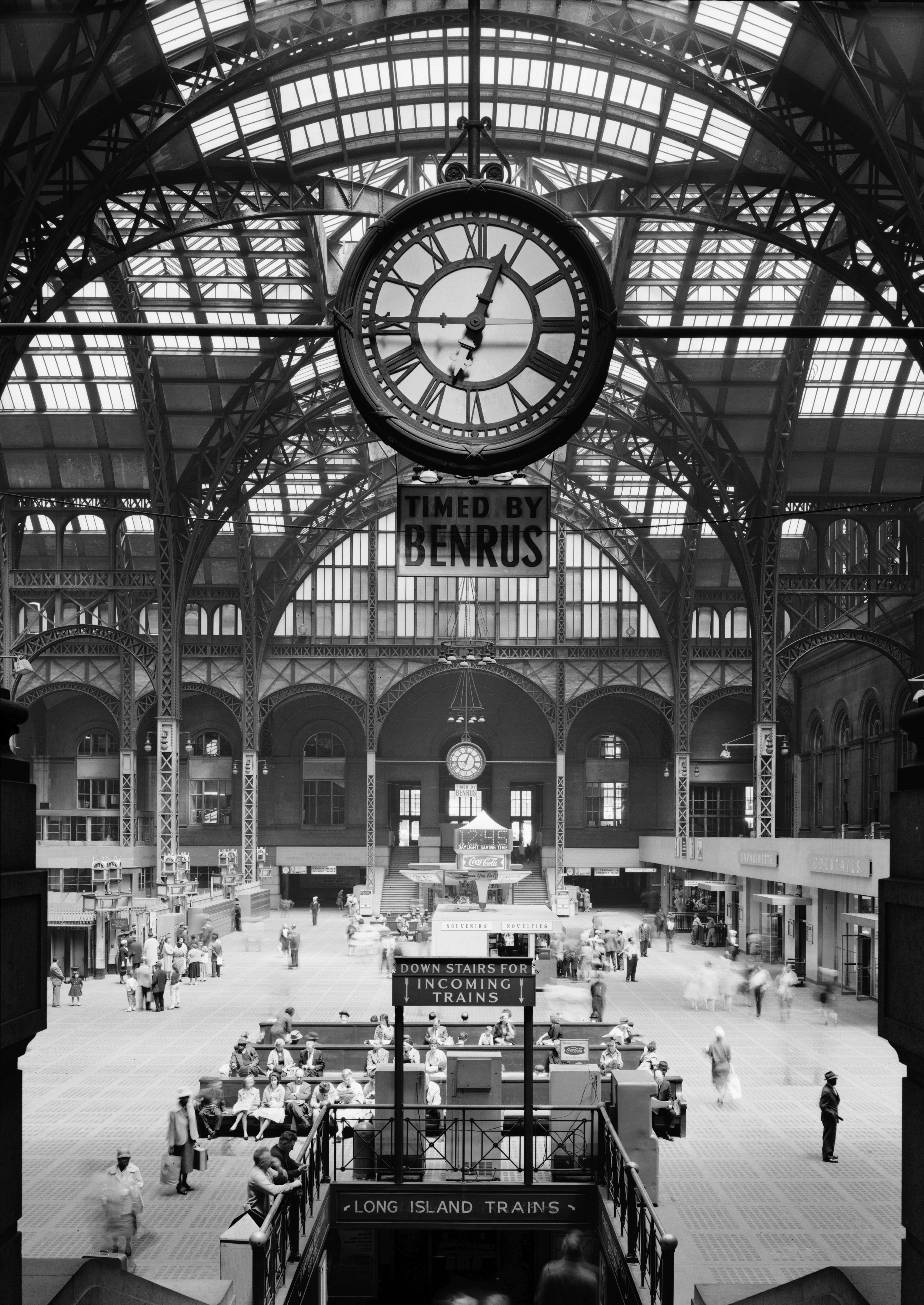
Pennsylvania Station 1962

Huxtable entwickelte sich zur ersten Stimme der amerikanischen Architekturkritik und war eine der ersten Kritikerinnen, die sich nicht nur der neu gebauten, sondern auch der bestehenden Baukultur zuwandten. Bekannt wurde sie unter anderem durch den vehementen, allerdings erfolglosen Kampf gegen den Abriss der Pennsylvania Station, einem der großartigsten Bauten des US-amerikanischen Neuklassizismus. 1963 wurde er zerstört zugunsten des Baus des Madison Square Garden Stadions, was Huxtable mit einem Abriss des Parthenons für den Bau einer großen Pizzabude verglich. Huxtable war eine der treibenden Kräfte 1965 bei der Gründung der New York City Landmarks Preservation Commission. Ihr letzter Artikel protestierte gegen den geplanten Umbau der New York Public Library nach den Plänen von Sir Norman Foster.
Huxtable schrieb unter anderem Biographien über Frank Lloyd Wright und Pier Luigi Nervi, über Architektur in New York und veröffentlichte mehrere Bände ihrer Kritiken.
1981 war sie MacArthur Fellow. 1970 gewann sie den ersten Pulitzer-Preis für Kunstkritik. 1974 wurde sie in die American Academy of Arts and Sciences, 1977 in die American Academy of Arts and Letters und 1989 in die American Philosophical Society gewählt.

## Schriften
- The tall building artistically reconsidered : the search for a skyscraper style, University of California Press 1984, 1992
- Architecture of New York. A history and guide, Anchor Books 1964
- Four walking tours of modern architecture in New York City, Doubleday 1961
- Architecture anyone ?, University of California Press 1988
- Unreal America. Architecture and Illusion, Norton 1997
- Kicked a building lately ?, New York Times Book/Quadrangle 1976
- Will they ever finish Bruckner Boulevard ?, University of California Press 1970, 1989
- Goodbye history, hello Hamburger. An Anthology of Architectural Delights and Desasters, Preservation Press, Washington D. C. 1986
- On Architecture: collected reflections on a century of change, 2008
- Pier Luigi Nervi, New York 1960
- Frank Lloyd Wright, Lipper, Viking 2004